# Амаје сир Сел
Амаје сир Сел (фр. Amayé-sur-Seulles) насеље је и општина у северној Француској у региону Доња Нормандија, у департману Калвадос која припада префектури Кан.
По подацима из 2011. године у општини је живело 199 становника, а густина насељености је износила 35,41 становника/km². Општина се простире на површини од 5,62 km². Налази се на средњој надморској висини од 160 метара (максималној 194 m, а минималној 91 m).

## Демографија
| 1962. | 1968. | 1975. | 1982. | 1990. | 1999. | 2011. |
| ----- | ----- | ----- | ----- | ----- | ----- | ----- |
| 194   | 195   | 169   | 185   | 158   | 163   | 199   |

График промене броја становника у току последњих година